# Hemse landsfiskalsdistrikt
Hemse landsfiskalsdistrikt var 1918–1964 ett landsfiskalsdistrikt i Gotlands län, bildat när Sveriges indelning i landsfiskalsdistrikt trädde i kraft den 1 januari 1918, enligt beslut den 7 september 1917. Den 1 januari 1965 avskaffades i Sverige samtliga landsfiskaler och landsfiskalsdistrikt, och deras arbetsuppgifter delades upp på de nyskapade indelningarna polisdistrikt, åklagardistrikt och kronofogdedistrikt.
Landsfiskalsdistriktet låg under länsstyrelsen i Gotlands län.

## Ingående områden
När Sveriges nya indelning i landsfiskalsdistrikt trädde i kraft den 1 oktober 1941 (enligt kungörelsen den 28 juni 1941) tillfördes kommunerna Fide, Grötlingbo, Hamra, Havdhem, Näs, Sundre, Vamlingbo, Öja från det upplösta Burgsviks landsfiskalsdistrikt. När Sveriges nya indelning i landsfiskalsdistrikt trädde i kraft den 1 januari 1952 (enligt kungörelsen 1 juni 1951) ändrades distriktets omfattning.

### Från 1918
Gotlands södra härad:
- Alskogs landskommun
- Alva landskommun
- Burs landskommun
- Eke landskommun
- Etelhems landskommun
- Fardhems landskommun
- Garde landskommun
- Gerums landskommun
- Hemse landskommun
- Lau landskommun
- Levide landskommun
- Linde landskommun
- Lojsta landskommun
- Lye landskommun
- Närs landskommun
- Rone landskommun
- Stånga landskommun

### Från 1 oktober 1941
Gotlands södra härad:
- Alskogs landskommun
- Alva landskommun
- Burs landskommun
- Eke landskommun
- Etelhems landskommun
- Fardhems landskommun
- Fide landskommun
- Garde landskommun
- Gerums landskommun
- Grötlingbo landskommun
- Hamra landskommun
- Havdhems landskommun
- Hemse landskommun
- Lau landskommun
- Levide landskommun
- Linde landskommun
- Lojsta landskommun
- Lye landskommun
- Närs landskommun
- Näs landskommun
- Rone landskommun
- Stånga landskommun
- Sundre landskommun
- Vamlingbo landskommun
- Öja landskommun

### Från 1 januari 1952
- Havdhems landskommun
- Hemse landskommun
- Hoburgs landskommun
- Ljugarns landskommun
- Stånga landskommun